# Gran Torre Santiago
A Gran Torre Santiago egy felhőkarcoló Chile fővárosában, Santiagóban. 300 méteres magasságával ez Dél-Amerika legmagasabb épülete.

## Története
A Costanera Center részét képező felhőkarcoló építése 2006-ban kezdődött, építtetője a Cencosud SA tulajdonosa, a Németországból 1948-ban, 13 évesen Chilébe bevándorolt Horst Paulmann volt. A teljes központ költségeit előzetesen 400 millió amerikai dollára tervezték, ám a tervek építés közben módosultak, ezáltal az összeg is jócskán megnőtt, végül elérte az egymilliárd dollárt. Az építkezés kezdetén az ország akkori elnöke, Ricardo Lagos is támogatta a tervet, majd Michelle Bachelet 2006 és 2010 közötti mandátuma során úgyszintén: ő még személyesen is részt vett a gazdasági válság legsúlyosabb időszakában felfüggesztett projekt 2009-es újraindításán is. A 2014-ben újra az elnöki székbe kerülő Bachelet azonban már változtatott politikáján, és a hasonló üzleteknek kevésbé kedvező változtatásokat vezetett be. Bár a központhoz tartozó üzletek már 2012-ben megnyíltak, a toronyház irodai helyiségei még 2015-ben, egy évvel az építkezés elkészülte után is használaton kívül voltak, mivel a tulajdonosok még nem tudták megszerezni a szükséges engedélyeket a kormányzattól. Köztisztviselők szerint ugyanis az építtetők nem rendezték megfelelően a környező utcák forgalmi helyzetét, nem készítették fel a környezetet a leendő irodai munkavállalók várható nagy számára. Az elvárt átalakítások között szerepelt például a Luis Thayer Ojeda út Providencia és Nueva Providencia utak közötti szakaszában egy sétálóövezet kialakítása is, amelyet 2014 első két hónapjában el is végeztek, ám nem megfelelő minőségben: ennek kijavítása volt az utolsó feltétele annak, hogy 2015-ben végül legalább részlegesen, 15 000 m²-es összterületen megnyílhassanak a torony irodái.

## Leírás
A 300 méter magas épület Santiago de Chile északnyugati részén, közigazgatásilag Providencia község területén található. Helyiségeinek összes területe 70 000 m². A felső szinten elhelyezkedő, 360 fokos panorámát biztosító kilátóba a 45 személyes liftek (számuk kettő) a földszintről 40 másodperc alatt érnek fel, ezzel pedig egész Latin-Amerika leggyorsabb liftjeinek számítanak.

## Képek

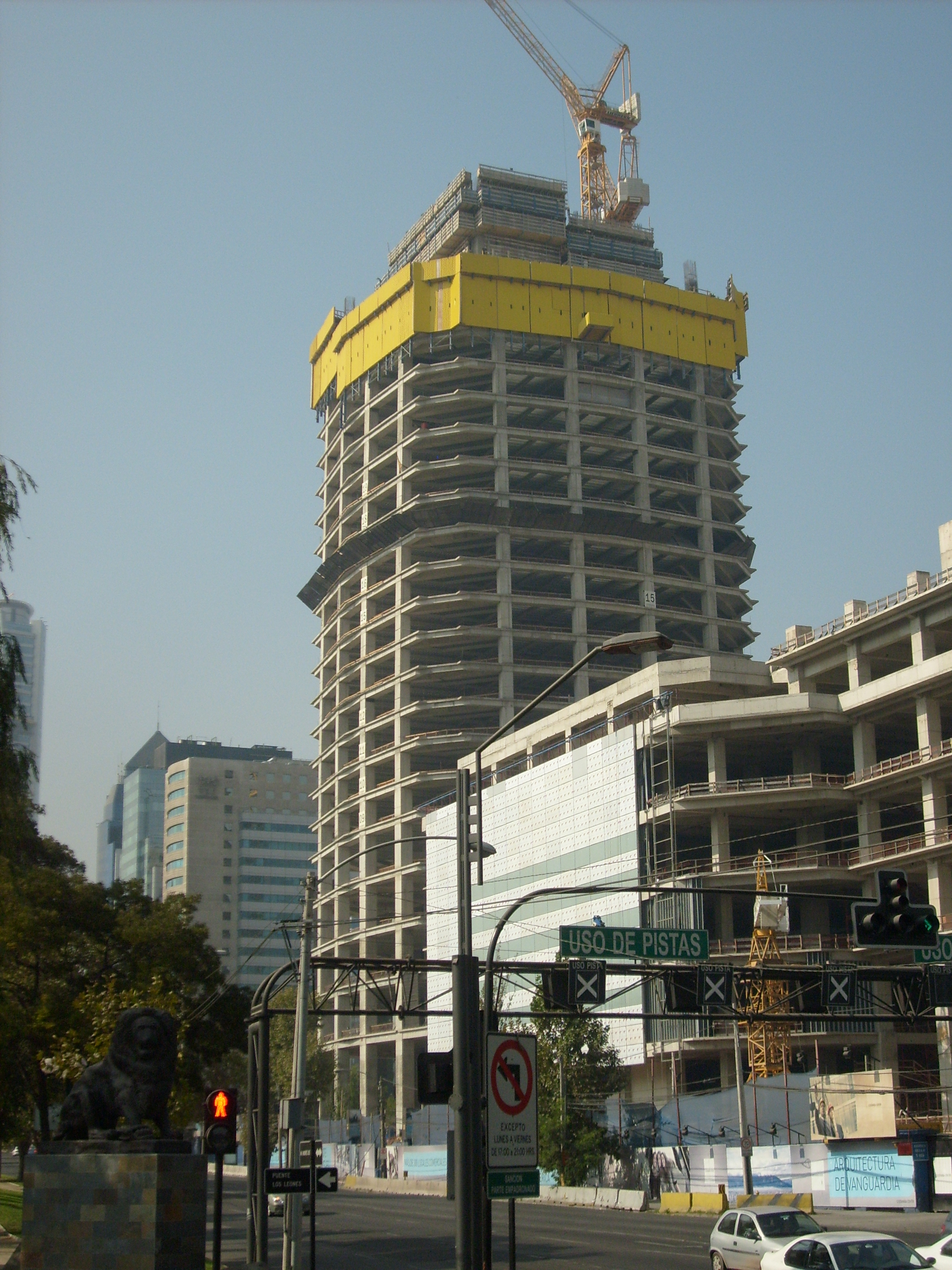
Építése
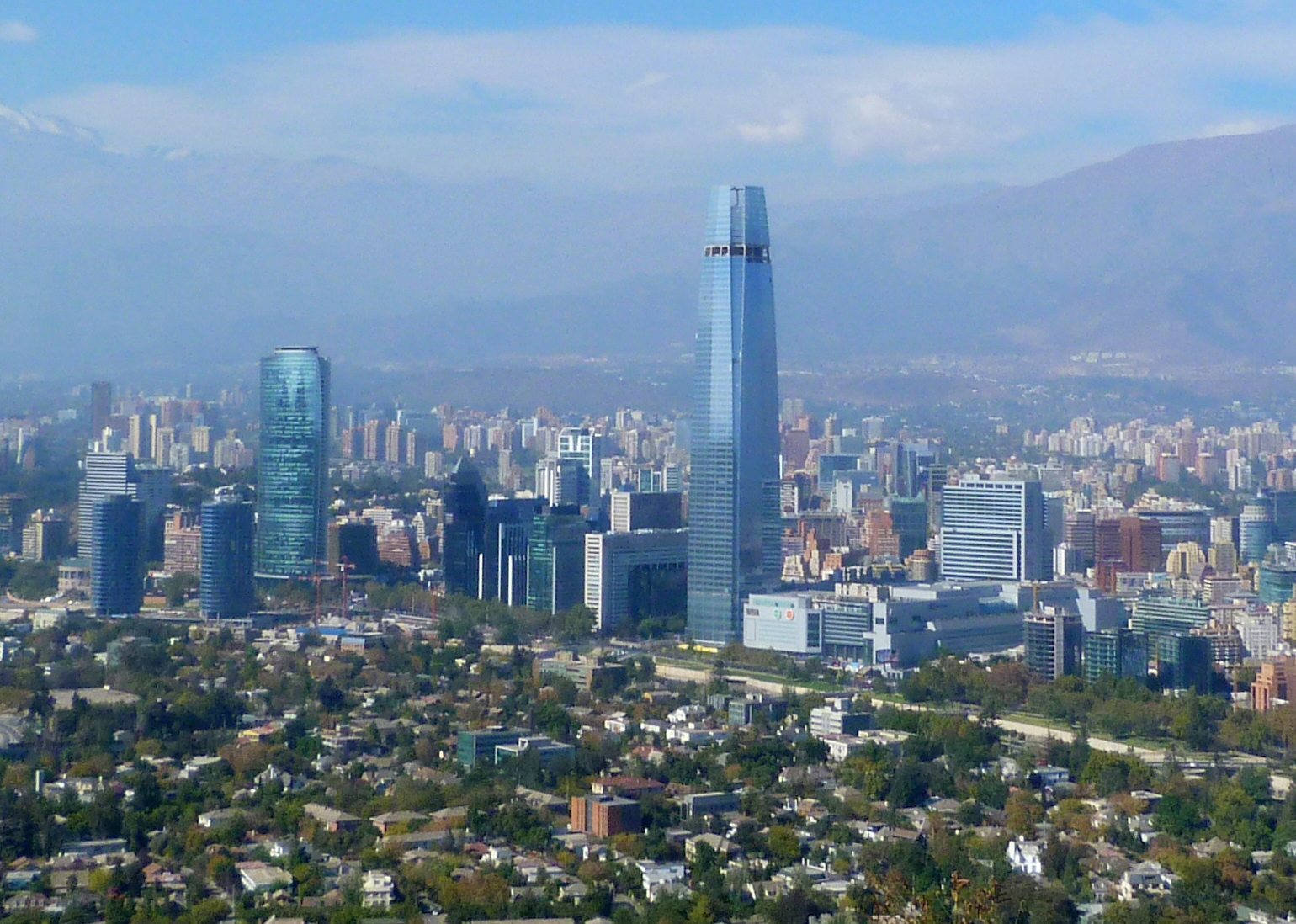
Környezetében
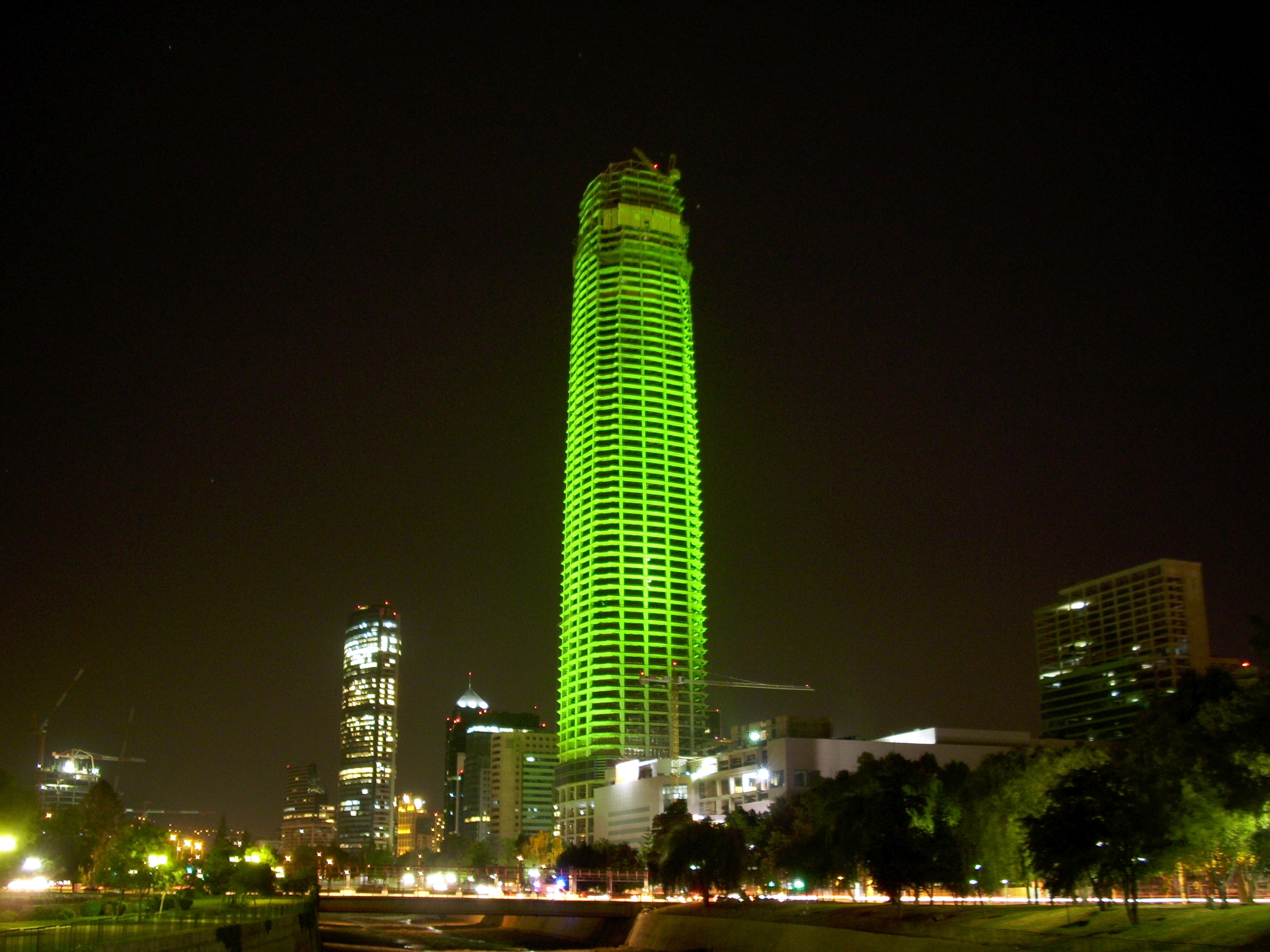
Éjjel, kivilágítva
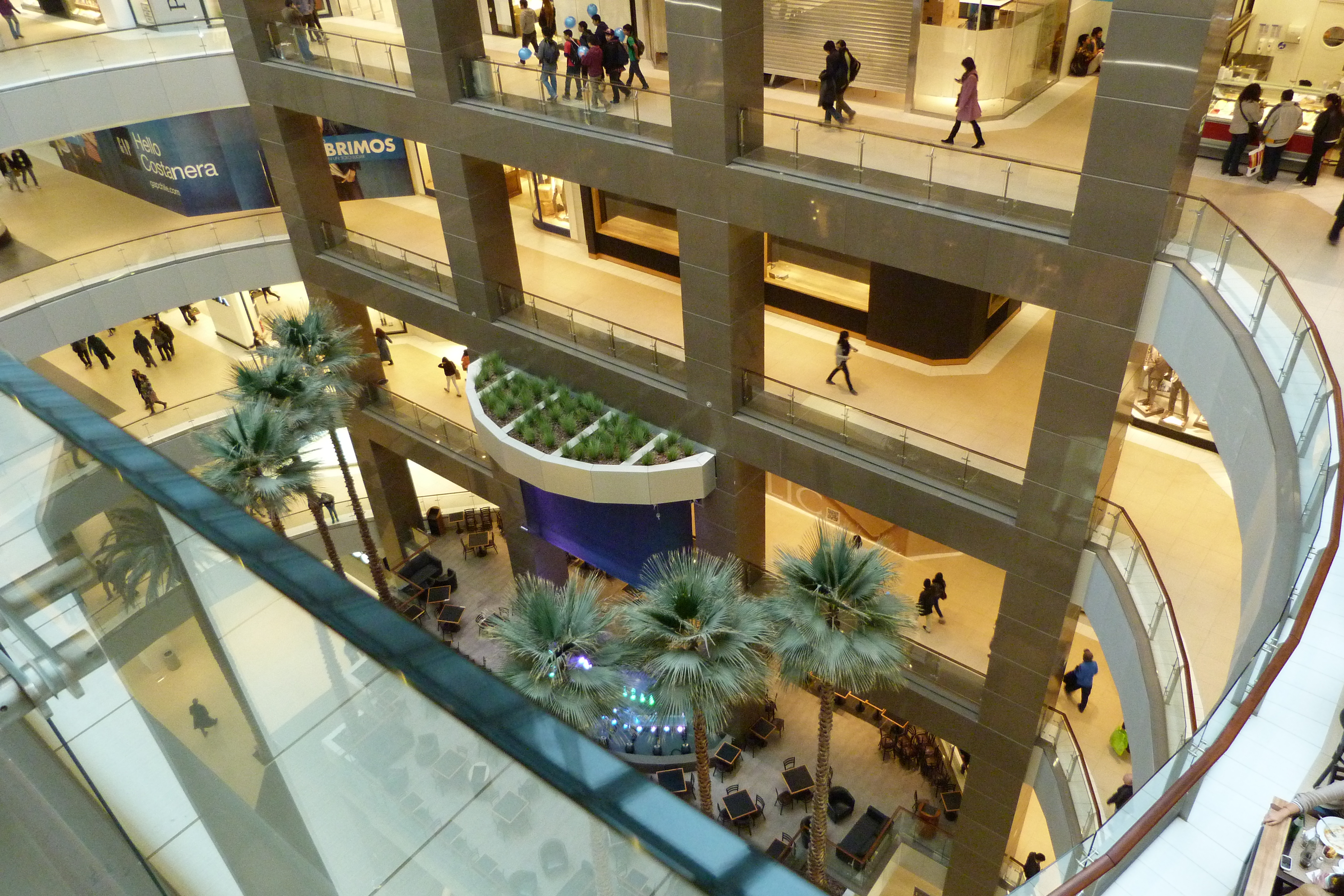
A Costanera Center üzletei